# 自己実現
自己実現（じこじつげん）は、英語の self-actualization、self-realization もしくはドイツ語の selbstbetätigung の日本語訳。self-actualization は20世紀のアメリカ心理学から来ており、社会生活の中で人間の欲求のうちで最も高度で人間的な自己の内面的欲求を実現することである。self-realization はイギリス哲学から来ており、人は本来真の絶対的な自己もしくは自我を持っていると考え、これを完全に実現することを意味し、自我実現とも訳される。19世紀の哲学者トーマス・ヒル・グリーンやフランシス・ハーバート・ブラッドリーらの倫理説（哲学）である。self-realization の意味から転じて、努力して自分の目的や理想を成し遂げるという意味でも使われる。Selbstbetätigung はドイツ哲学から来ており、19世紀の哲学者・経済学者のカール・マルクスの概念で、自己活動とも訳される。
日本では別々の概念であるこの3つが翻訳後に絡み合いながら、元は翻訳語であったことは忘れられ、出典を意識せずに使われていることが多い。日本語の自己実現は概ね、英米で self-actualization 、self-realization のどちらかで示される意味で使われている。

## 大元
宇都宮大学の佐々木英和によると、自己実現という日本語は、アメリカ心理学、イギリス哲学、ドイツ哲学の別々の用語が大元にある。
self-actualization は、人間性心理学を代表するアブラハム・マズローやカール・ロジャーズが自己実現について表現する際に使用した言葉で、アメリカ心理学の流れにある。第二次世界大戦後に日本に流入したもので、比較的新しいが、近年の日本ではマズローの欲求階層説と絡んで自己実現という言葉が使われることが非常に多い。彼ら以外の心理学者は self-realization を使っているが、日本はマズローやロジャーズの影響が強く、辞典・事典では自己実現の訳語として self-actualization だけを取り上げられていることが多い。
self-realization はイギリス哲学の流れにあり、トーマス・ヒル・グリーンが日本に輸入されて翻訳された際に、自己実現または自我実現と訳されたと考えられる。倫理学者の中島力造が1892年の講演でグリーンを取り上げて自我実現と訳しており、この講演は『哲学雑誌』に掲載され大きな影響を与えた。西田幾多郎は1911年にグリーンの self-realization を自己の発展完成と訳している。佐々木英和は、第二次世界大戦前は自我実現という言葉の方が普及していたが、戦後は一般的には使われなくなり、高度経済成長期以降、アメリカ心理学の絶大な影響から、自己実現が好んで使われるようになったと考えている。また、self-realization はヒンドゥー哲学のヴェーダーンタ学派で流用され、近代西洋にヒンドゥー教を紹介したヴィヴェーカーナンダや、ヴィヴェーカーナンダ流の語義を西洋向けの禅宗の解説書に流用した鈴木大拙のような人物を通じてニューエイジで使われるようになった。ニューエイジで self-realization とは、ヒンドゥー教のアートマ（真我）、ブラフマ・ジュニャーナ（梵智）、悟り（enlightenment、菩提）、解脱（モクーシャ、（魂の）解放）、涅槃（ニルヴァーナ）の同義だと考えられている。
selbstbetätigung は「自己の持つ可能性の実現」という意味であり、ドイツ哲学の流れ、特にマルクス哲学・経済学の流れにあるが、マルクスはヘーゲル、フォイエルバッハを批判的に継承しながら独自の哲学を形成したため、ヘーゲルにおける自己実現論からの流れにある。

## self-actualization
self-actualization はもともと、心理学の用語で、ユダヤ系のゲシュタルト心理学者で脳病理学者でもあったクルト・ゴルトシュタインが初めて使った言葉である。

### ゴルトシュタインとロジャーズによる概念化
ゴルトシュタインは、ベルリン大学の教授であったが、ドイツにおけるナチスの台頭により、1935年、オランダに逃れ、翌年アメリカ合衆国にわたり、その後、アメリカの心理学の分野に大きな影響を与えた。彼の教え子の一人カール・ロジャーズが、これを、人が自己の内に潜在している可能性を最大限に開発し実現して生きることとして概念化し、これをもとに「健全な人間は、人生に究極の目標を定め、その実現のために努力する存在である」としたことで、この言葉が世に知られるようになった。

### マズローの欲求段階説における位置づけ
アメリカの心理学者アブラハム・マズローは自身の「欲求段階説（欲求の階層構造）」において、「自己実現の欲求」を5階層の最上位に位置づけた。これが「自己実現理論」である。この理論は教育学や経営学にも多大な影響を与えた。

### 経営学への応用
マズローの自己実現の用語を経営学に応用した代表的な人物に、ダグラス・マグレガー、クリス・アージリス、フレデリック・ハーズバーグがいる。
経営学においては、モチベーション論、リーダーシップ論、マーケティング論などで自己実現概念に立脚した研究がなされている。